# Amado Aguirre Santiago

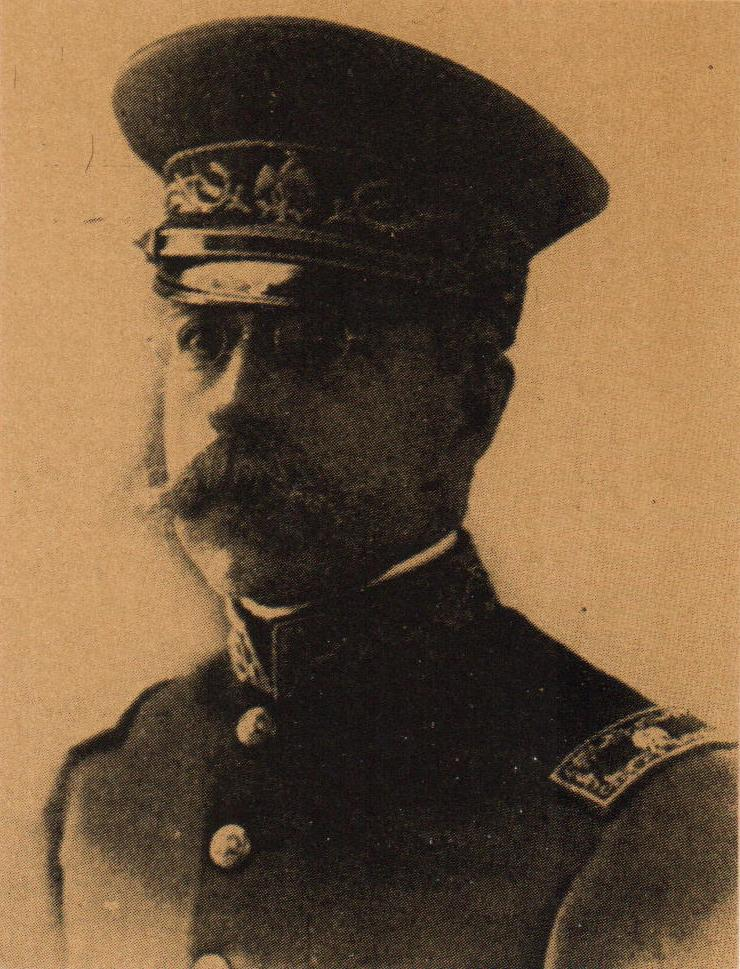
Amado Aguirre Santiago

Concepción Amado Aguirre Santiago (* 8. Februar 1863 in San Sebastián del Oeste, Jalisco; † 22. August 1949 in Mexiko-Stadt) war ein mexikanischer Brigadegeneral und Politiker, der unter anderem von 1921 bis 1924 Minister für Kommunikation und öffentliche Arbeiten war.

## Leben
Concepción Amado Aguirre Santiago war ein Anhänger von Francisco Madero sowie Álvaro Obregón und nahm an der Mexikanischen Revolution teil. Er diente dabei von 1914 bis 1917 in den Ejército Constitucionalista, den verfassungsmäßigen Streitkräften unter Venustiano Carranza, und war vom 1. Dezember 1916 bis zum 7. Februar 1917 für den 11. Wahlbezirk von Jalisco Mitglied der Verfassunggebenden Versammlung (Congreso Constituyente). Im Anschluss wurde er als Brigadegeneral in das Heer (Ejército Mexicano) übernommen und war als Vertreter von Jalisco zwischen dem 15. April 1917 und dem 31. August 1918 Mitglied des Senats (Senado de la República), eine der beiden Kammern des Kongresses der Union (Congreso General de los Estados Unidos Mexicanos).
Als Nachfolger von Pascual Ortiz Rubio wurde er am 15. Juli 1921 als Minister für Kommunikation und öffentliche Arbeiten (Secretario de Comunicaciones y Obras Públicas) in die Regierung des nunmehrigen Präsidenten Álvaro Obregón berufen und bekleidete dieses Ministeramt bis zum 30. November 1924.
Nach seinem Ausscheiden aus der Regierung wurde er als Nachfolger von Enrique Barocio Barrios im Dezember 1924 Gouverneur des Bundesstaates Quintana Roo und wurde in dieser Funktion 1925 selbst von Barocio Barrios abgelöst. Daraufhin war er 1925 Direktor der Militärhochschule Heroico Colegio Militar und wurde auf diesem Posten ebenfalls 1925 von Miguel M. Acosta Guajardo abgelöst. Am 1. November 1927 übernahm er als Nachfolger von Daniel Galindo beziehungsweise Carlos M. Esquerro den Posten als Gouverneur des südlichen Bezirks des Bundesstaates Baja California und hatte diesen Posten bis zum 9. August 1929 inne, woraufhin Agustín Olachea Avilés ihn ablöste.

## Veröffentlichungen
- Informe que rinde al c. presidente de la república el jefe de la comisión nombrada por el mismo, 1925
- Mis memorias de campaña, 1953, Neuauflage 1985

## Hintergrundliteratur
- Roderic Ai Camp: Mexican Political Biographies, 1884–1935, University of Texas Press, Austin 1991, ISBN 978-0-292-75119-2, S. 5
- Manuel Quijano Torres: 200 AÑOS DE ADMINISTRACIÓN PÚBLICA EN MÉXICO. LOS GABINETES EN MÉXICO: 1821–2012, S. 413, 520, INAP 2012 (Memento vom 26. Januar 2022 im Internet Archive)